# جامعة ابن سينا للعلوم الطبية
جامعة ابن سينا للعلوم الطبية هي جامعة خاصة أردنية، متخصصة في التعليم الطبي. تقع الجامعة في منطقة القسطل، التابعة لمحافظة العاصمة. ترتبط الجامعة بمستشفى الأردن، وهي في شراكة تعاونية مع جامعة جورج واشنطن.

## وصلات خارجية
- الصفحة الرئيسية